# BFC Frankfurt 1885
Maillots
Le BFC Frankfurt 1885 est un ancien club allemand de football localisé à Berlin.

## Histoire

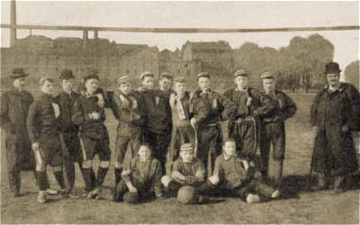
Portrait d'équipe du BFC Frankfurt, vers 1880-1890

Le BFC Frankfurt 1885 fut créé le 5 mai 1885, par Georg Leux. L’appellation du club venait des origines de Leux, natif de Francfort/Main dans une famille où plusieurs membres pratiquaient différents sports.
Artiste, G. Leux était venu à Berlin pour perfectionner ses techniques artistiques et se faire connaître.
Initialement, le club joua au Rugby à XV mais passa ensuite au Football. Le BFC Frankfurt fut un club pionnier. Le 11 mars 1894, il rencontra le Bremer FC Teutonia (victoire 5-0), dans ce qui était, en Allemagne, un des premiers matches entre deux équipes de localités différentes.
Le club participa à différents ligues ou compétitions berlinoises, et fut membre, de l’Allgemeine Deutschen Sport Bundes dont il remporta le titre en 1898.
En 1900, Georg Leux et le Berliner FC Frankfurt 1885 furent des membres actifs de la fondation de la Fédération allemande de football  ( DFB ).
Le BFC Frankfurt 1885 fut dissous peu après. La majorité de ses membres rejoignirent alors le Berliner TuFC Union 1892.

## Palmarès
- Champion de la Allgemeinen Deutschen Sport Bundes: 1898.